# نیکولای لاسکی
نیکولای لاسکی (روسی: Никола́й Ону́фриевич Ло́сский؛ ۶ دسامبر ۱۸۷۰ – ۲۴ ژانویه ۱۹۶۵ (aged 94)) فیلسوف، معرفت‌شناس لیبرترینیسم (متافیزیک) و استاد دانشگاه اهل امپراتوری روسیه بود.